# Karenella turgiseta
Karenella turgiseta är en kvalsterart som först beskrevs av Sandór Mahunka 1985.  Karenella turgiseta ingår i släktet Karenella och familjen Oppiidae. Inga underarter finns listade i Catalogue of Life.